# Mechanics Bay
Die Mechanics Bay ist eine 1,5 km breite Bucht an der Nordküste der Insel Heard. Sie liegt unmittelbar östlich des Saddle Point.
Der Name der Bucht geht auf US-amerikanische Robbenjäger zurück. Wahrscheinlich benannte Kapitän Erasmus Darwin Rogers (1817–1906) die Bucht nach dem Schoner Mechanics, dem Begleitschiff der Corinthian, mit der er die Insel erstmals im März 1855 anlief.